# Les Deux-Fays
Les Deux-Fays är en kommun i departementet Jura i regionen Bourgogne-Franche-Comté i östra Frankrike. Kommunen ligger i kantonen Chaumergy som tillhör arrondissementet Lons-le-Saunier. År 2022 hade Les Deux-Fays 121 invånare.

## Befolkningsutveckling
Antalet invånare i kommunen Les Deux-Fays
Referens:INSEE